# Coca-Cola-Konturflasche

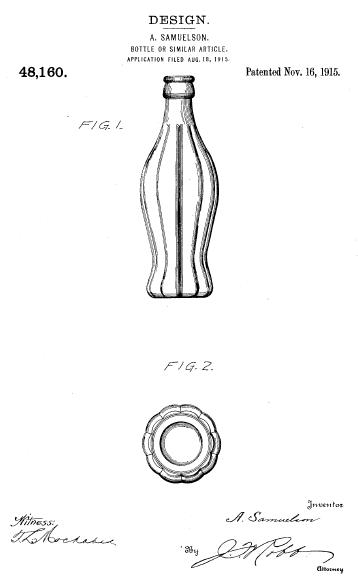
Patentierte Form (1915)

Die Coca-Cola-Konturflasche, auch Humpelrock-Flasche (englisch, hobbleskirt bottle) oder, nach der gleichnamigen Schauspielerin, Mae West, ist das Ergebnis eines von der Coca-Cola Company im Jahr 1915 ausgeschriebenen Wettbewerbs. Die Konturflasche ist ein international eingetragenes Markenzeichen der Coca-Cola Company mit hohem Wiedererkennungswert.
Coca-Cola ist außerdem Inhaberin der dreidimensionalen europäischen Gemeinschaftsmarke „Konturflasche“.

## Geschichte

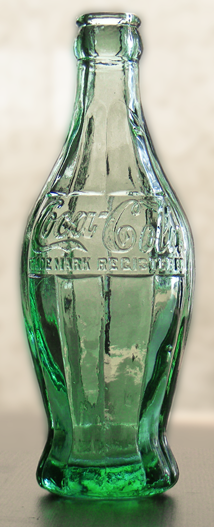
Prototyp der Konturflasche

Die Grundform der heutigen Konturflasche wurde 1915 von T. Clyde Edwards, Earn Dean und Alexander Samuelson (einem aus Schweden stammenden Einwanderer aus Terre Haute, Indiana) von der Root Glass Company entworfen und von der Jury aus den anderen eingereichten Designs ausgewählt. Der Umstand, dass Earn Dean entscheidend an der Entwicklung der Konturflasche beteiligt war, ist gut belegt. Nachdem die Coca-Cola Company den Auftrag an die Root Glass Co. erteilt hatte, berief deren Eigentümer Chapman J. Root ein Meeting mit seinen wichtigsten Mitarbeitern ein, unter denen auch der Betriebsleiter Alexander Samuelson und der Designer, Maschinist und Graveur Earl R. Dean waren, um die Umsetzung des Auftrags zu besprechen.

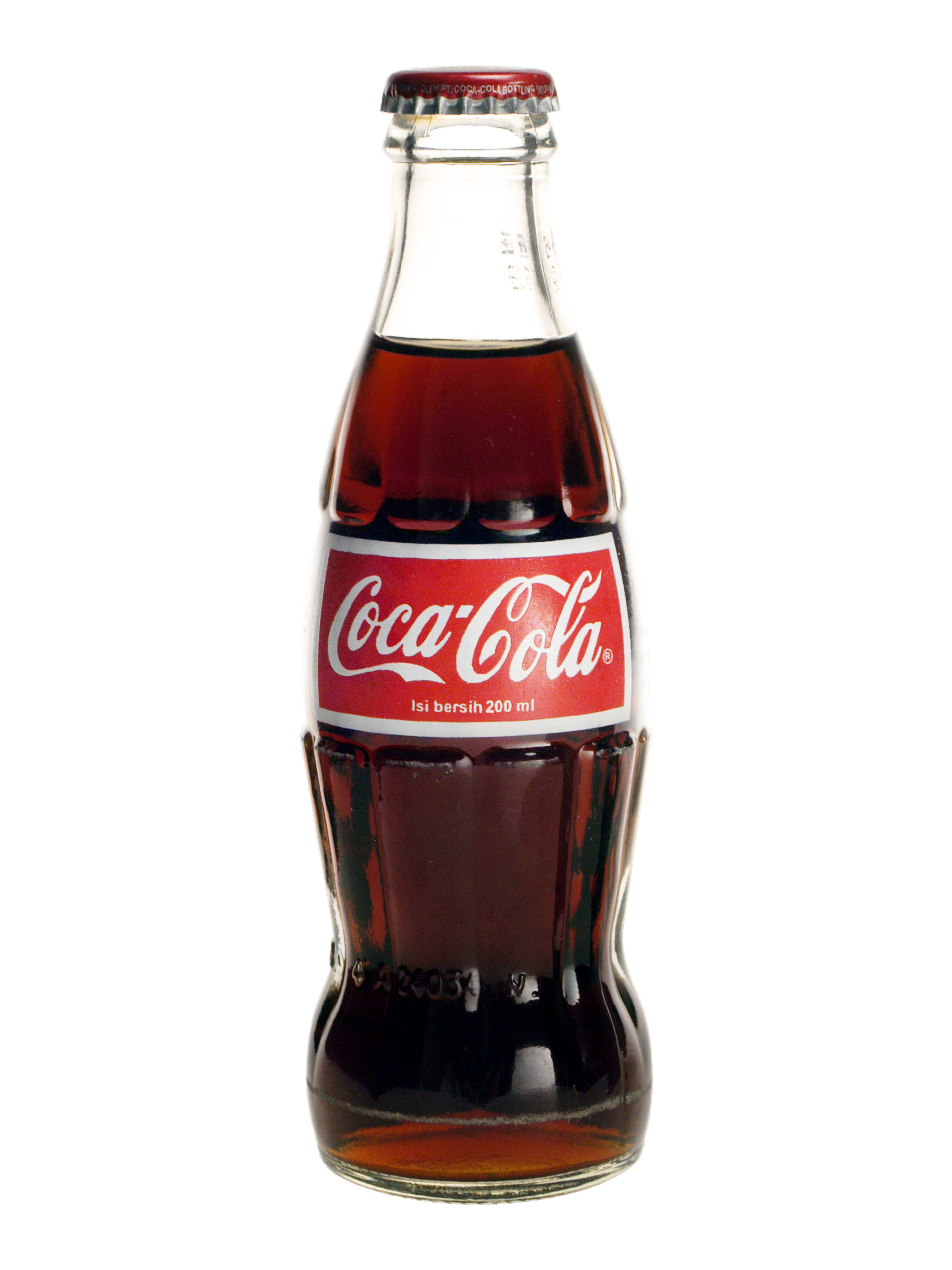
Moderne Coca-Cola-Konturflasche. Der Flaschenbauch ist erkennbar schlanker als beim ursprünglichen Entwurf.

Dean zeichnete daraufhin den ersten Entwurf und legte ihn Root vor. Auf diesem Entwurf war der Bereich für das Coca-Cola-Label noch nicht eingezeichnet. Bei der Gestaltung orientierten sich die Designer nach einigen Quellen an der Form des Blattes des Cocastrauchs, andere Quellen schreiben die Form der Form einer Tiffany-Vase zu. Die englische Website des Unternehmens schreibt jedoch, die Idee für das Design sei den Erfindern beim Betrachten des Bildes einer Kakaobohne gekommen. Die endgültige Freigabe oblag dem Eigentümer der Manufaktur, nach dessen Einverständnis fertigte Dean eine Form an, mit der zunächst zahlreiche Prototypen produziert wurden. Ziel war es, eine Verpackung zu entwerfen, die eine deutliche Unterscheidung des Produkts Coca-Cola von Nachahmerprodukten ermöglichte und die man auch im Dunkeln durch reines Tasten sofort wiedererkennen konnte. Ein weiterer Grund für die gewählte Form war, dass zu jener Zeit Getränke hauptsächlich mit Eis gekühlt wurden. Durchsichtige Glasflaschen mit klaren, geraden Linien waren im Eiswasser nicht mehr klar erkennbar, außerdem lösten die Etiketten sich im Wasser ab. Im Anschluss an die Entwicklung stand die Patentierung als US-Design-Patent; die hierfür notwendigen Anträge unterzeichnete Samuelson. Die Konturflasche wurde unter der Bezeichnung „Design for a Bottle or Similar Article“ mit der Design-Patentnummer D46.180 am 16. November 1915 eingetragen und für 14 Jahre geschützt. Im Patentantrag schrieb Samuelson, sein Design sei „a new, original, and ornamental Design for Bottles or Similar Articles.“ Bemerkenswert ist, dass zum Zeitpunkt der Patentierung im Jahr 1915 durch Alexander Samuelson Verpackungen nur in Ausnahmefällen vom Patent- und Markenamt der Vereinigten Staaten als Warenzeichen eingetragen wurden.

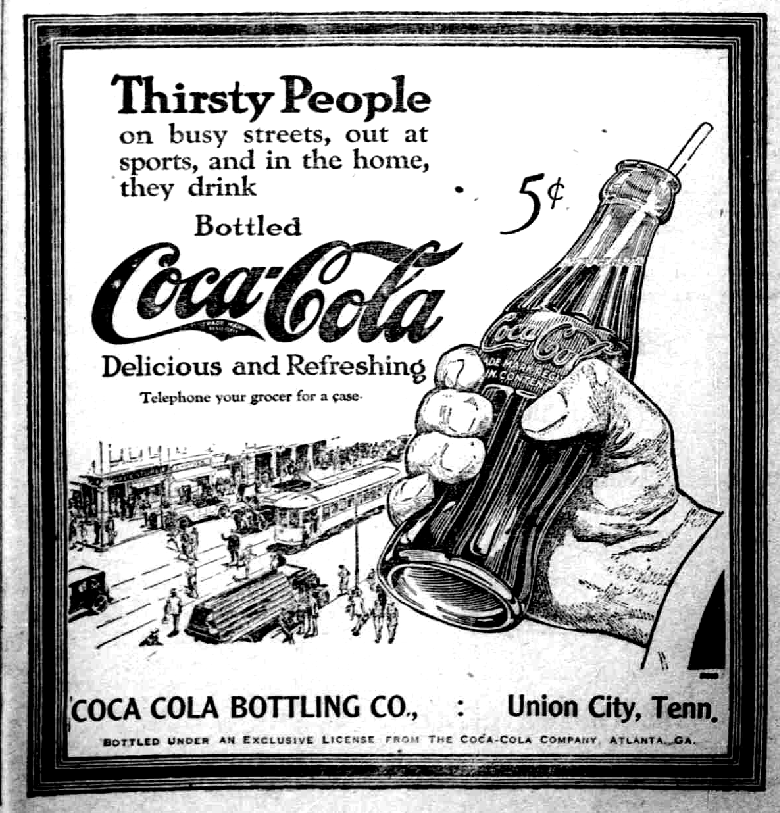
Coca-Cola-Werbung aus dem Jahr 1922

In der patentierten Form fand das Design jedoch nie Verwendung, da die Flasche durch den großen Bauchumfang einen instabilen Stand aufwies. Eine Überarbeitung war notwendig, um der Flasche größere Stabilität zu verleihen; es gilt als wahrscheinlich, dass Dean die Modifikationen selbst vornahm. Als Farbe für die Flaschen wurde in Abstimmung mit dem Auftraggeber der hellgrüne Farbton „German Green“ gewählt, der später in „Georgia Green“ umbenannt wurde; Farbabweichungen traten jedoch in den ersten Produktionsjahren regelmäßig auf. Einigen Unterlagen zufolge begann die Produktion der Konturflaschen im Jahr 1916. Da das Patent bei der Root Glass Co. lag, fand die Produktion der Flaschen weiterhin hauptsächlich dort statt; in anderen Fällen erhielt Root einen Anteil von 5 Cent pro 144 Flaschen als Lizenzgebühr. Die Annahme, Coca-Cola habe die Entscheidungsgewalt über die Produktion der Flaschen gehabt, ist nicht haltbar. Die Coca-Cola-Konturflasche wog 14,5 Unzen und konnte 6,5 Unzen des Fertigprodukts aufnehmen.

### Wettbewerb unter den Manufakturen

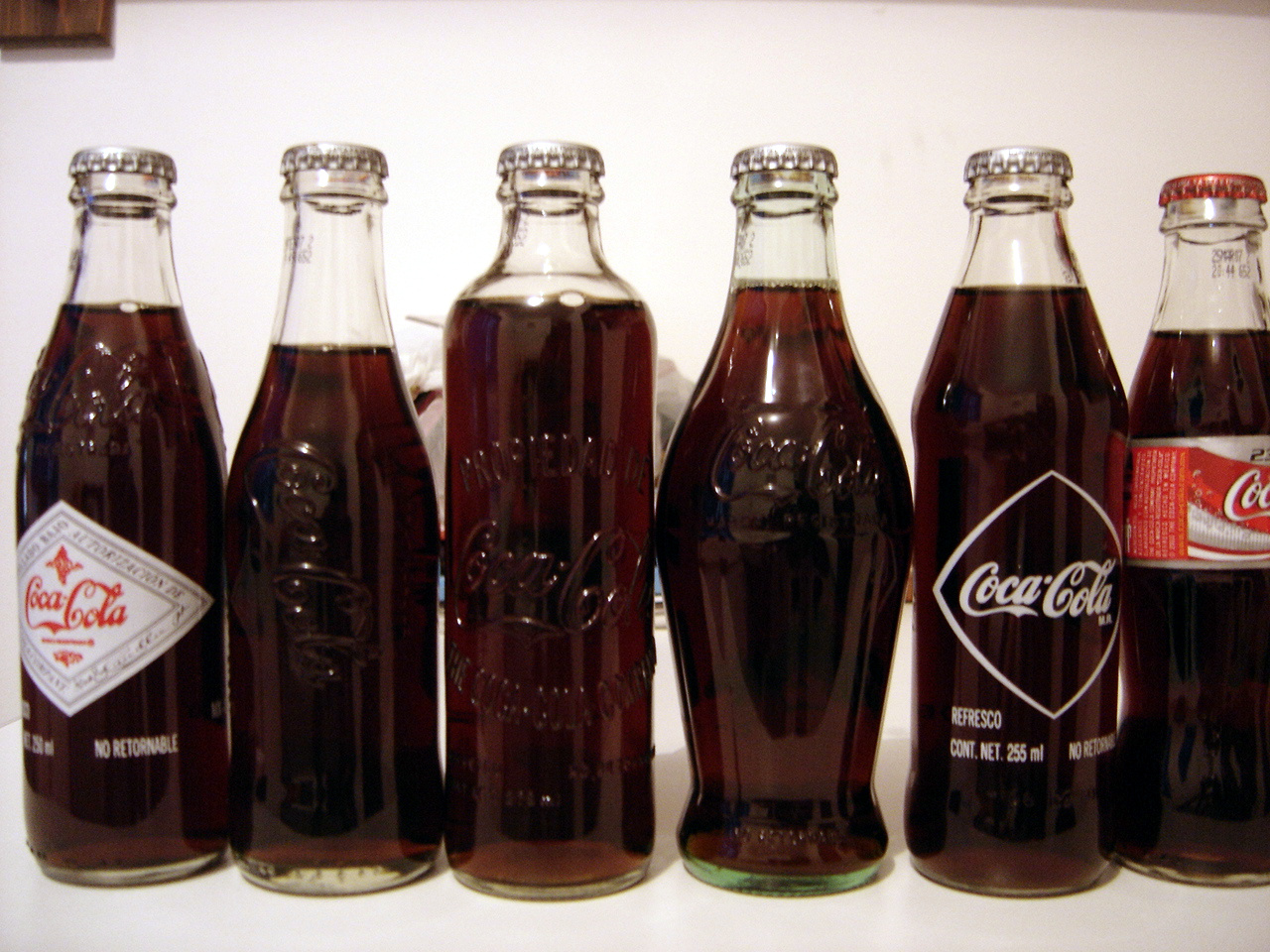
Verschiedene Coca-Cola-Flaschendesigns

In den ersten Jahren war die im Besitz der Graham-Familie befindliche Southern Indiana Glass Works an der Produktion beteiligt und durfte ihr eigenes Logo in die Flaschen eingravieren; diesem Beispiel folgten später auch die anderen Manufakturen und gravierten ihr Erkennungsmerkmal in den (damals noch) unbeschrifteten Flaschenboden. Dieser Umstand ist der Tatsache geschuldet, dass die Root Glass Co. bereits für andere Limonadenhersteller tätig war und ihre Kapazitäten für den Auftrag der Coca-Cola nicht ausreichten, außerdem wurde so eine genaue Zuordnung des Leerguts ermöglicht. Southern Indiana Glass Works wurde im Jahr 1905 gegründet und auf die maschinelle Glasmanufaktur spezialisiert.
Die Anzahl der an der Produktion der Konturflaschen beteiligten Glasmanufakturen wurde kontinuierlich vergrößert, wobei Coca-Cola jedes Unternehmen in schriftlicher Form genau über die gewünschten physischen Merkmale der Flaschen unterrichtete. Im Jahr 1922 meldete Root mit einem verbesserten Flaschendesign erneut ein Patent an, welches ihm für weitere 14 Jahre gewährt wurde. Andere Patente folgten später. 1956 wurde eine weitere optische Veränderung an der Flasche vorgenommen: In diesem Jahr begann Coca-Cola damit, sein Logo im Siebdruckverfahren in weißer Farbe auf die Flaschen zu drucken. Im Jahr 1960 erfolgte die dauerhafte Eintragung der Konturflasche als Markenzeichen der Coca-Cola Company. Erst einige Jahre nach dem 50. Geburtstag der Konturflasche beauftragte die Coca-Cola Company die Owens-Illinois Glass Co. mit der Anfertigung einer Form anhand der Originalzeichnungen, mit deren Hilfe 5.000 Flaschen angefertigt wurden, auf deren Boden „1915–1965“ eingraviert war.
Im Jahr 2016 stellte das Gericht der Europäischen Union (EuG) fest, dass Konturflaschen ohne Riffelung ein Erkennungsmerkmal fehle und diese deshalb nicht – wie von der Coca-Cola Company gewünscht – als dreidimensionale Gemeinschaftsmarke schützen zu lassen seien.

#### Hersteller
Folgende Manufakturen produzierten Konturflaschen für die Coca-Cola Company. Angegeben sind Name, Sitz und Zeitraum:
- Root Glass Co. Terre Haute, Indiana, 1917–1930
- Graham Glass Co. Loogootee, Indiana 1917
- Graham Glass Co., Evansville, Indiana, 1918–1927
- Graham Glass Co., Okmulgee, Oklahoma, ca. 1920–1926
- Graham Glass Co., Chacotah, Oklahoma 1921
- Laurens Glass Works Laurens, SC, 1917–1928
- Chattanooga Bottle & Glass Co. Chattanooga, TN 1917–1927
- Obear-Nester Glass Co. East St. Louis, MO ca. 1918 – ca. 1919
- Lynchburg Glass Co. Lynchburg, Virginia, 1919–1920
- Southern Glass Co., Vernon (LA), CA 1919 – ca. 1926
- F.E. Reed & Co. Rochester, New York 1920–1927
- Illinois-Pacific Glass Corp., Los Angeles, CA ca. 1926–1929

### Entwicklung

#### Entwicklungsstufen
Die Konturflasche existiert heute nicht mehr in ihrer ursprünglichen Form, sondern wurde im Laufe der Jahre kontinuierlich weiterentwickelt, was nicht nur ästhetische, sondern auch praktische Gründe hatte, da beispielsweise durch eine schlankere Form der Flaschen der Transport der Flaschen in den Abfüllanlagen erleichtert wurde. Auch die Verpackungseinheiten änderten sich (die Flaschen wurden zu Sechserträgern gebunden), und auch das Flaschendesign selbst wurde modifiziert. In den 1950er Jahren wurde die Größe der Flasche an die wachsende Nachfrage angepasst und eine King-Size-Konturflasche herausgebracht. In den 1960er Jahren wurde Coca-Cola in Einwegflaschen vertrieben, später, im letzten Jahrzehnt des 20. Jahrhunderts, wurde auf Kunststoffflaschen umgestellt. Ab 1982 begann der Konzern damit, auch Produktvariationen wie Coca-Cola Light in Konturflaschen abzufüllen.

#### Weitere Designs

##### Fanta-Ringflasche

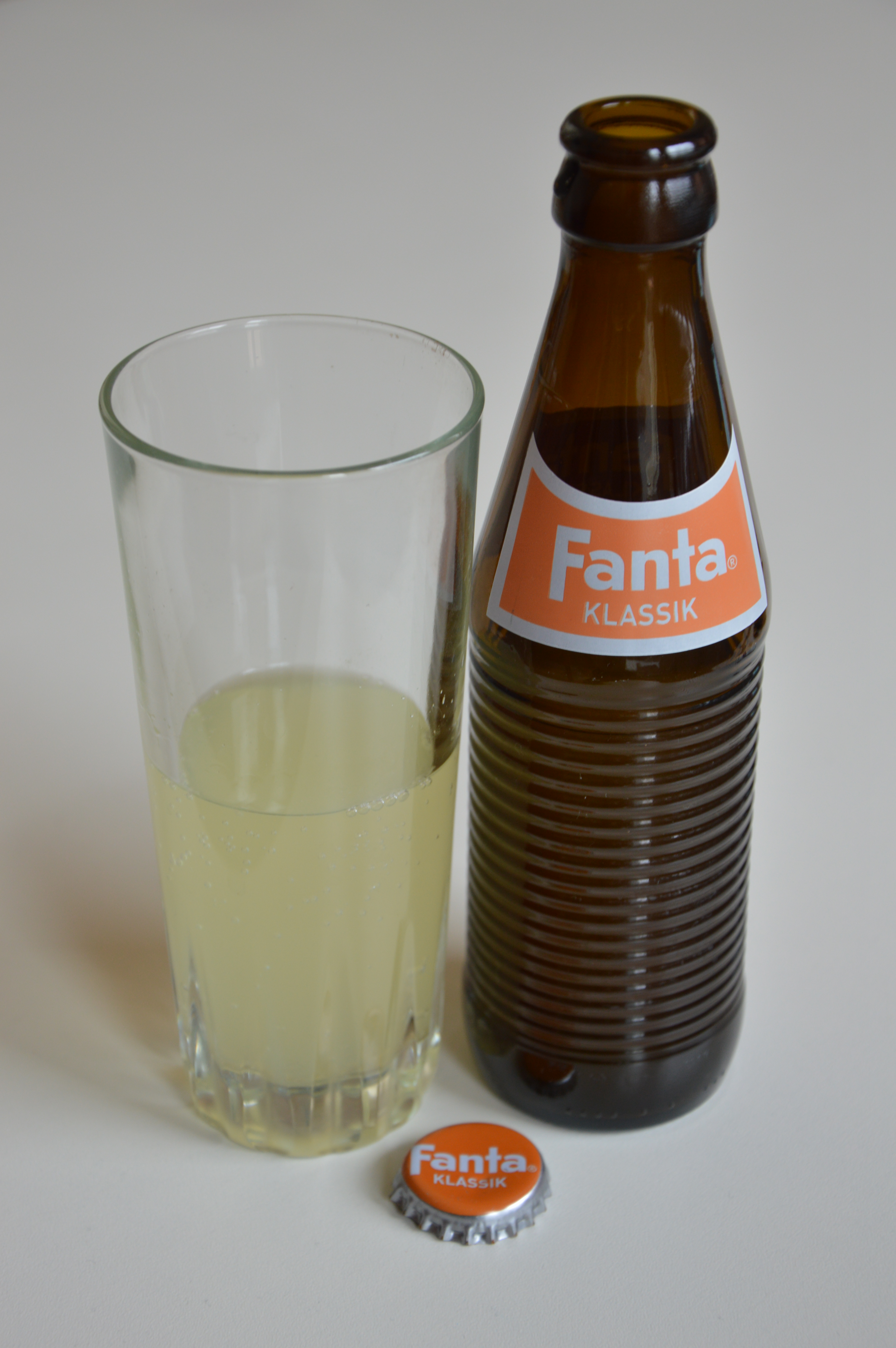
Fanta-Flasche im klassischen Ringdesign mit Glas

Fanta Classic wird in sogenannten „Ringflaschen“ abgefüllt, deren Design dem 1955 von Raymond Loewy für Fanta entworfener Flaschen nachempfunden ist. Loewy war schon vorher als Designer für Coca-Cola tätig gewesen und kreierte unter anderem Kühlschränke und Zapfanlagen für das Unternehmen. Um das Getränk besser vor Sonnenlicht zu schützen, entschied man sich für einen braunen Farbton. Im Jahr 2004 wurde die klassische Fanta-Flasche durch die sogenannte „Splash Bottle“ ersetzt.

##### Konturgläser

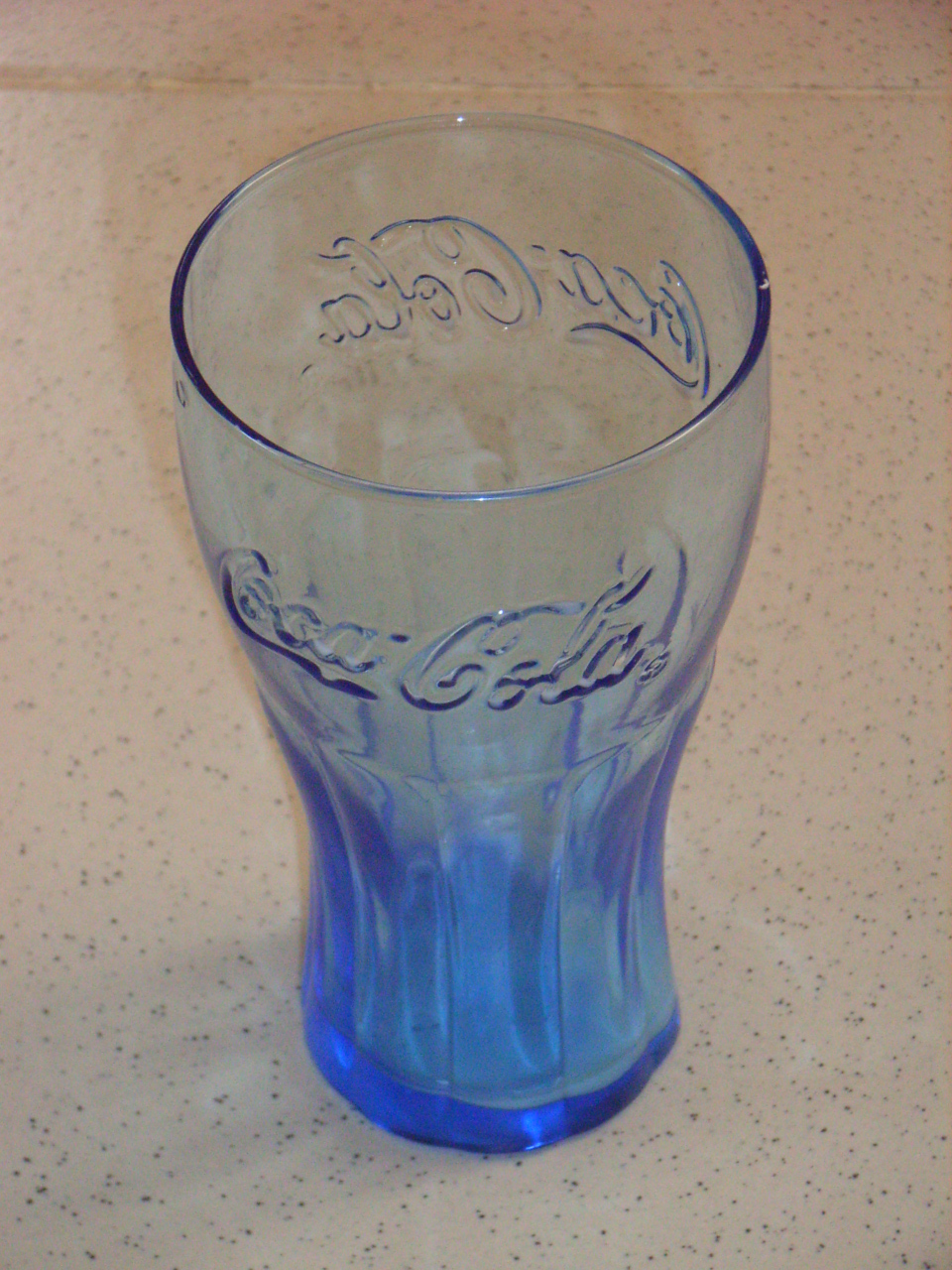
Coca-Cola-Glas, wie es im Rahmen begrenzter Aktionen bei McDonald’s erhältlich war

Im August 2007 gab die Coca-Cola Company eine Kooperation mit McDonald’s bekannt, wonach jeder Kunde der Fastfood-Kette zu einem Maxi-Menü ein Coca-Cola-Glas erhielt. 2012 gab Coca-Cola „Retro-Gläser“ heraus, die ebenfalls an die Kunden von McDonald’s ausgegeben wurden. Die Serie umfasste sieben Gläser nach Mustern aus den Jahren 1899, 1900, 1916, 1955, 1961, 1994 und 2012, zusätzlich wurde zum Start der olympischen Sommerspiele ein weiteres Sammlerglas herausgegeben. Die Aktion wurde in Radio und Fernsehen beworben.

### Rechtsstreit mit Pepsi
Im Jahr 2012 unterlag Coca-Cola bei dem Versuch, Pepsi die Abfüllung ihres Produkts in der sogenannten Carolina-Flasche gerichtlich zu untersagen, was mit der Ähnlichkeit des Flaschendesigns mit der Konturflasche begründet wurde. Dem widersprach jedoch das Landgericht in Hamburg und entschied 2012 den Rechtsstreit zu Gunsten von Pepsi. Die Ähnlichkeit, so urteilte das Gericht, sei nicht so hoch, dass die Markenrechte von Coca-Cola dadurch gefährdet wären. Die Carolina-Flasche wurde im Jahr 2009 als 0,2-Liter-Flasche eingeführt und im darauf folgenden Jahr um eine 0,33 Literflasche erweitert. Ebenfalls zur Markteinführung gab die Pepsi Co. auch ein speziell designtes Pepsi‐Designer‐Gastroglas heraus, das speziell für die Gastronomie entwickelt wurde.

## Künstlerische Darstellung
Bei der künstlerischen Darstellung der Konturflasche lassen sich die von der Coca-Cola Company bezahlte Werbegrafik und die Verwendung der Flasche durch unabhängige Künstler, beispielsweise in der Pop Art unterscheiden.

### Künstlerische Konturflaschen-Werbung
In den Comics um Lucky Luke findet sich – beginnend in den 1950er Jahren – der Anachronismus, dass der Cowboy (auch zusammen mit seinem Pferd) regelmäßig Cola aus einer Konturflasche trinkt. Sein erstes Abenteuer wird aber auf 1880 datiert, also Jahrzehnte vor Einführung dieser Flaschenform. Gil Formosa, der Lucky Luke zeichnete, arbeitete auch als Werbegrafiker und setzte die Vorliebe der Comicfigur für den Softdrink in der Konturflasche auch werbewirksam um.
Anlässlich des 75. Jubiläums brachte Coca-Cola im Jahr 2004 sogenannte Sleeve-Bottles heraus. Diese waren mit einer hauchdünnen Glasschicht überzogen und enthielten historische Motive. Im Jahr 2007 stellte Coca-Cola Aluminiumdosen in der Form der Konturflaschen vor, zunächst als „X-Mas Bottle“ und im folgenden Jahr anlässlich der Fußball-Europameisterschaft 2008 auch als Fußball-Edition. Bereits 2005 wurden von der Künstlergruppe Magnificent Five (M5) entwickelte Aluminiumdosen als Kunstwerke herausgebracht. Dafür wurde ihnen vom CanMaker Magazine der goldene Award für die beste Aluminiumflasche 2005 verliehen.

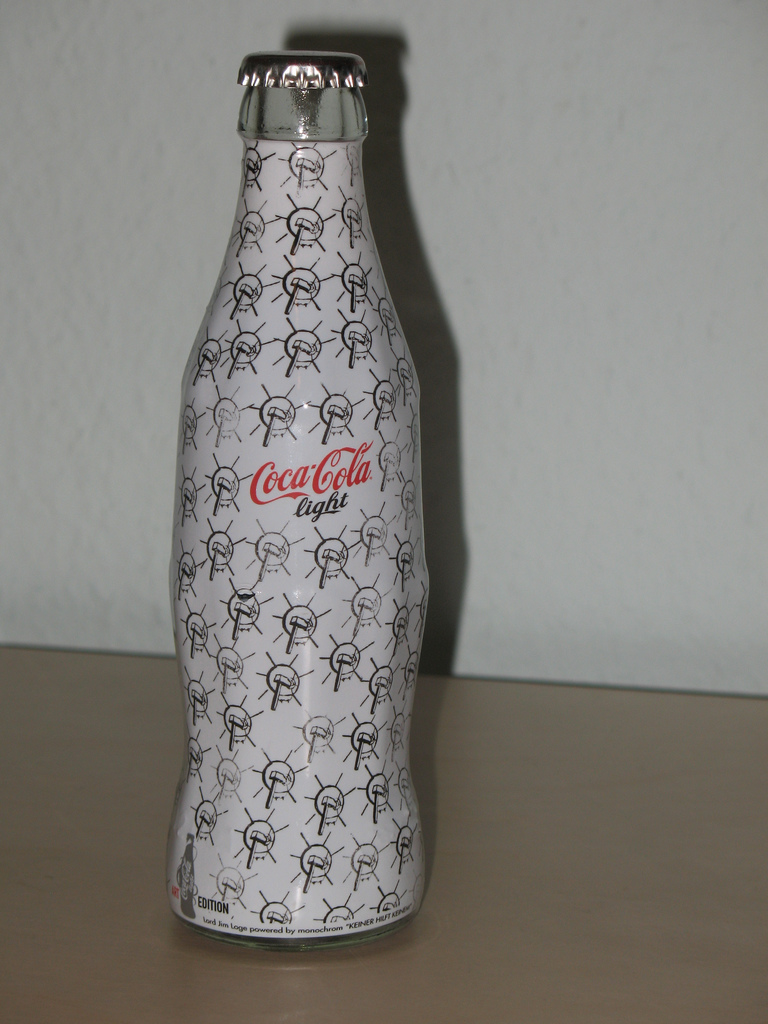
Coca Cola Light Schwarzweißkunst der Lord Jim Loge

Die Künstlergemeinschaft Lord Jim Loge brachte 2006 eine Schwarzweiß-Edition von künstlerisch gestalteten Coca-Cola-light-Flaschen heraus, womit sie den Wettbewerb „Coke Light Art Edition“ gewann.
Zum 80-jährigen Jubiläum im Jahr 2009 wurden die Flaschen mit Etiketten versehen, die von Mitarbeitern des Unternehmens selbst entworfen wurden. Das Unternehmen kauft auch selbst mit seiner Geschichte zusammenhängende Kunstwerke auf; so besitzt es bereits drei von sechs Kunstwerken des US-amerikanischen Künstlers Norman Rockwell und startete im Jahr 2012 eine Kampagne, um die noch verschollenen drei vom Künstler entworfenen Werbeplakate aufzukaufen. Nach der Konturflasche benannt ist das Coke Bottle Design, das sich an der Form des Vorbilds orientiert.
Im Jahr 2015 entwarf die Marketing- und Werbeagentur Memac Ogilvy & Mather aus Dubai ein Kunstwerk und übergab dieses später an Vertreter des Coca-Cola-Konzerns. Es handelt sich dabei um eine Art Matrjoschka-Flaschen, welche handgemacht und mundgeblasen sind. Sie sollen die Entwicklungsstufen der Konturflasche wiedergeben.
Der Star-Fotograf David LaChapelle lichtete zum 100. Geburtstag von Coca-Cola die britische Schauspielerin Rita Ora und Avicii in ihren „Coca-Cola-Momenten“ ab.

### Malerei, Grafik, Objektkunst
Abseits von der Werbegrafik wurde die Coca-Cola-Konturflasche seit den 1940er Jahren in der bildenden und darstellenden Kunst in verschiedenen Weisen abgebildet oder verwendet. In den meisten Fällen wird ihr dabei eine ganz bestimmte Symbolik zugeschrieben.

#### 1940er Jahre
Salvador Dalí und Gala lebten von 1940 bis 1948 in den USA. In Kalifornien schuf er 1943 das surrealistischen Gemälde The Poetry of America (deut. Die Poesie Amerikas), in dem er die künstlerische Abbildung einer Coca-Cola-Konturflasche als „Gegenstand der Konsumgesellschaft“ in den Vereinigten Staaten verwendete. Damit war Dalí der erste Maler, der die Konturflasche, einen Konsumgegenstand des täglichen Lebens, nicht für Werbezwecke, sondern symbolisch-künstlerisch einsetzte.
Eduardo Paolozzi, der bereits 1947 Elemente der Pop Art vorausnahm, zeigte in seiner aus Zeitungsseiten und Werbung bestehenden Collage I Was a Rich Man's Plaything (1947) rechts unten eine Konturflasche, die pars pro toto für die „Quintessenz des amerikanischen Kapitalismus in Form der Coca-Cola Company“ und ihrer globalen Ausdehnung („Coca-Colonialism“) steht.

#### 1950er Jahre
Eine Premiere – die Darstellung der Konturflasche auf der Titelseite eines landesweit verbreiteten Journals – lieferte 1950 das Time Magazine mit dem Abdruck eines Bildes, das ein personifiziertes Coca-Cola-Logo zeigt, das eine ebenso personifizierte Weltkugel mit einer Flasche Coca-Cola „tränkt“.
Der Objektkünstler Robert Rauschenberg verwendete 1958 drei leere Konturflaschen, eine „Beschwörung des materialistischen Kapitalismus“ in der commodity culture, in seiner aus Gegenständen und Zeichnungen bestehenden Collage.

#### 1960er Jahre
1961 fertigte der deutsche Künstler Wolf Vostell die Décollage Coca-Cola, in der er die Markenbotschaft verfremdet und mit anderen, darunter liegenden Elementen verbindet. Sie befindet sich heute im Museum Ludwig in Köln.
Anderthalb Jahrzehnte nach Dalí entdeckten Künstler der Pop Art die Coca-Cola-Konturflasche als Kunstobjekt. Andy Warhol schuf 1962 das etwa 180 Zentimeter hohe Gemälde Coca-Cola, das eine in Schwarz auf einem weißen Hintergrund gemalte Konturflasche zeigt; der daneben stehende Schriftzug Coca-Cola ist nicht komplett ausgeführt. Für Warhol war das Gemälde der Durchbruch und er selber verstand es als „den Beginn der Pop Art in Amerika“.
Warhol erstellte mehrere dieser Gemälde und Coca-Cola [4] Large Coca-Cola wurde am 9. November 2010 bei Sotheby’s für 35.362.500 Dollar versteigert. Im selben Jahr folgte Warhols Siebdruck Green Coca-Cola Bottles, der 112 leere und teilweise gefüllte Konturflaschen zeigt; das Werk befindet sich heute im Whitney Museum of American Art in New York. Zusätzlich entstanden 1962 Coca-Cola [3] (auch 3 Coca-Cola Bottles; Kaseinfarbe auf Leinwand), das 2013 für 57,2 Mill. Dollar bei Christie’s versteigert wurde, 5 Coca-Cola Bottles und 210 Coca-Cola 210 Bottles.

#### 1970er Jahre
Der brasilianische Konzeptkünstler Cildo Meireles entwarf 1970 für eine thematische Ausstellung im Museum of Modern Art in New York zwei Projekte unter dem Titel Insertions into Ideological Circuits, die „den Umlauf und Austausch von Waren, Reichtum und Informationen als Manifestationen einer dominanten Ideologie“ beim „Konsumverhalten im Kapitalismus“ erkunden. In einem dieser Projekte, The Coca-Cola Project, verwendete Meireles Coca-Cola-Konturflaschen und änderte den Text – Hinzufügung von kritisch-politischen Aussagen („Yankees Go Home“) oder einer Anleitung, wie man die Flasche als Molotowcocktail verwenden kann in einer Mischung aus Portugiesisch und Englisch – ehe er sie wieder in den kommerziellen Kreislauf zurückgab.
1975 schuf Joseph Beuys (1921–1986) eine limitierte Anzahl von mit herbal tea gefüllten und mit einem Stopfen verschlossenen Konturflaschen in einer Holzkiste unter dem Werkstitel Bruno Cora-Tee.

### Film
In der Filmkomödie Die Götter müssen verrückt sein (1980) wird eine achtlos aus einem Flugzeug geworfene Coca-Cola-Konturflasche von den in der Kalahari lebenden San für ein Geschenk der Götter gehalten und sorgt für soviel Streit, Neid und Zwietracht, dass der Jäger Xi beschließt, den Göttern ihr unerwünschtes Geschenk zurückzubringen und die Flasche am „Ende der Welt“ von einer Steilklippe in einen Abgrund zu werfen.
In diesem Film steht die Konturflasche für den Übergriff des modernen Kommerzes, der in eine jungfräuliche Umgebung eindringt, Veränderungen bringt und die beschriebenen Verhaltensweisen von Missgunst auslöst, gegen die sich Xi zu stemmen versucht.

### Ausstellungen

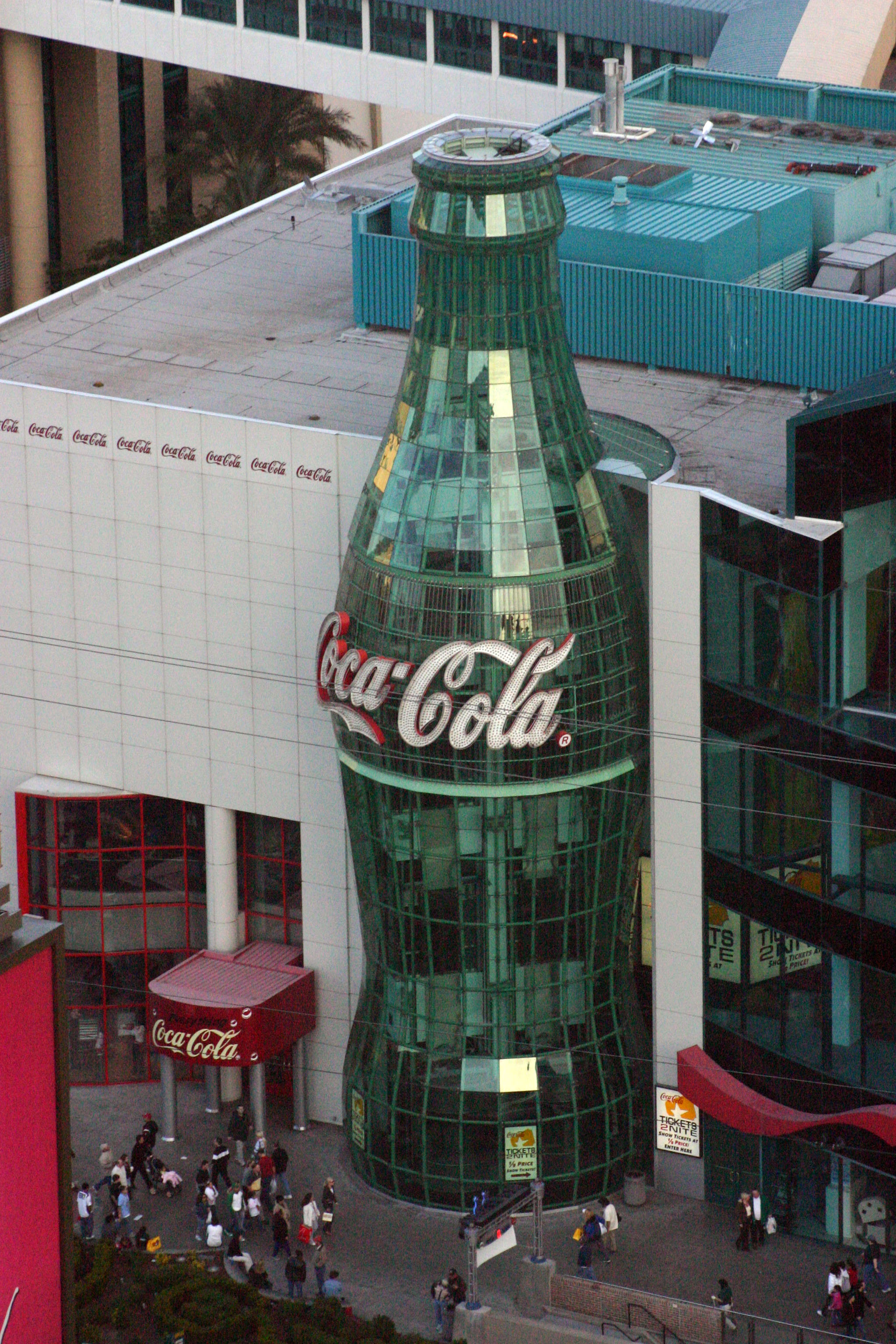
Konturflasche am Eingang des World of Coca-Cola Buildings in Las Vegas

Aus gegebenen Anlässen war die Coca-Cola-Konturflasche das Thema von Ausstellungen, auch existieren in den USA zahlreiche Museen:
- High Museum of Art, Atlanta: The Coca-Cola Bottle: An American Icon at 100, 15. Mai bis 4. Oktober 2015.[51]
- Museum of Modern Art, New York.
- Sinebrychoff-Kunstmuseum, Helsinki: Coca-Cola-Pullo – 100 Vuotta, 27. August bis 4. Oktober 2015.[52]

Diese Ausstellung wurde von dem führenden finnischen Kunstkritiker Otso Kantokorpi als Marketing-Vehikel für eine Weltmarke kritisiert, da das Museum von Steuergeldern finanziert werde. Kantokorpi sammelte 200 Unterschriften gegen die Ausstellung und drohte mit einem lebenslangen Boykott gegen das Museum. Der Namensgeber Sinebrychoff ist eine finnische Brauerei und ein Softdrink-Unternehmen, das auch die finnische Lizenz für Coca-Cola hat.
Zusätzlich gibt es zwei von The Coca-Cola Company betriebene Firmen-Museen:
- World of Coca-Cola in der Baker Street, Atlanta. Es wurde am 24. Mai 2007 eröffnet und enthält eine Sammlung von Folk-Art-Flaschen aus der ganzen Welt.[54]
- World of Coca-Cola in Las Vegas; am Eingang des 1998 eröffneten Museums steht eine riesige Konturflasche.